# Bank of Changsha
Банк Чанши (кит. 长沙银行) — коммерческий банк со штаб-квартирой в Чанше, административном центре провинции Хунань в центральном Китае. Основан в августе 1997 года. В списке крупнейших публичных компаний мира Forbes Global 2000 за 2021 год занял 1110-е место (в том числе 374-е по активам); из китайских компаний в этом списке занял 174-е место.
На конец 2020 года активы банка составляли 704 млрд юаней ($108 млрд), из них 304 млрд пришлось на выданные кредиты. Из пассивов 479 млрд составили принятые депозиты.